# Never Grow Up (album)
Never Grow Up è il secondo album in studio della cantante giapponese Chanmina, pubblicato in agosto del 2019.

## Promozioni
Il disco è stato preceduto dai singoli Doctor, Pain Is Beauty, I'm a Pop, Call e Never Grow Up, ma anche dai quattro singoli promozionali Yesterday, Like This, Girls e You've Won, lanciati in un unico video teaser per pubblicizzare il disco, lo stesso giorno dell'uscita ufficiale.
Nel 2025 la cantante rende disponibile ufficialmente la ghost-track Sad Song in tutte le piattaforme digitali e inaspettatamente ottiene un grande successo e dato che é una canzone molto cara alla cantante, la pubblica come singolo promozionale nella versione originale ed anche in una versione speciale con la collaborazione delle No No Girls Finalist, un gruppo di dieci ragazze che stanno affrontando un concorso musicale per formare una nuova girl band sotto la nuova casa discografica indipendente creata da Chanmina nel 2025.

## Tracce
1. Call
2. I'm a Pop
3. Pain Is Beauty
4. Never Grow Up
5. Yesterday
6. You've Won (君が勝った)
7. My Own Lane
8. GIRLS
9. Can U Love Me
10. Like This
11. Doctor
12. CAFE
13. A Song Saved to Archived (アーカイブに保存した曲)
14. Sad Song (Bonus ghost-track)

## Classifiche
| Classifica (2019) | Posizione massima |
| ----------------- | ----------------- |
| Giappone          | 23                |